# Жукалюк Марія Михайлівна
Марія Михайлівна Жукалюк (Мосюк) (нар. 14 червня 1939, село Копилля, тепер Маневицького району Волинської області) — українська радянська діячка, новатор сільськогосподарського виробництва, ланкова колгоспу «Світанок» Ківерцівського (потім — Маневицького) району Волинської області. Депутат Верховної Ради УРСР 6-го скликання.

## Біографія
Народилася в селянській родині. Батько, Михайло Жукалюк, загинув на фронтах Другої світової війни.
Наприкінці 1940-х років разом із родиною була переселена у село Прудентове Приазовського району Запорізької області. Закінчила сільську школу. Член ВЛКСМ.
З 1954 року — колгоспниця колгоспу село Прудентове Приазовського району Запорізької області. Потім повернулася у рідне село Копилля на Волині. Працювала завідувачем молокопункту колгоспу «Світанок» села Копилля (центральна садиба у селі Боровичі) Колківського (тепер — Маневицького) району Волинської області.
З 1957 року — ланкова копиллівської бригади колгоспу «Світанок» Колківського (потім — Ківерцівського, тепер — Маневицького) району Волинської області. Вирощувала високі врожаї льону, цукрових буряків, кукурудзи та картоплі.
Потім — на пенсії у селі Копилля Маневицького району Волинської області.